# Macrodactylus fulvipes
Macrodactylus fulvipes är en skalbaggsart som beskrevs av Moser 1918. Macrodactylus fulvipes ingår i släktet Macrodactylus och familjen Melolonthidae. Inga underarter finns listade i Catalogue of Life.